# Redoubt Peak
Redoubt Peak är en bergstopp i Kanada.   Den ligger på gränsen mellan British Columbia och Alberta, i den västra delen av landet, 3 200 km väster om huvudstaden Ottawa. Toppen på Redoubt Peak är 3 109 meter över havet. Den ingår i The Ramparts.
Terrängen runt Redoubt Peak är bergig åt sydväst, men åt nordost är den kuperad.Trakten runt Redoubt Peak är nära nog obefolkad, med mindre än två invånare per kvadratkilometer.. Det finns inga samhällen i närheten. 
Trakten runt Redoubt Peak består i huvudsak av gräsmarker.